# Vitex cuspidata
Vitex cuspidata là một loài thực vật có hoa trong họ Hoa môi. Loài này được Hiern miêu tả khoa học đầu tiên năm 1900.